# ملای کانتیوروس
ملیسا بونایوگ کانتیوِروس-فرانسیسکو (انگلیسی: Melisa Bunayog Cantiveros-Francisco; تلفظ تاگالوگ: [ˈmɛlaɪ kantɪˈbɛɾɔs]؛ زادهٔ ۶ آوریل ۱۹۸۸) بازیگر، کمدین و مجری اهل فیلیپین است.